# Archidendron glabrum
Archidendron glabrum är en ärtväxtart som först beskrevs av Karl Moritz Schumann, och fick sitt nu gällande namn av Carl Karl Adolf Georg Lauterbach och Karl Moritz Schumann. Archidendron glabrum ingår i släktet Archidendron och familjen ärtväxter. Inga underarter finns listade i Catalogue of Life.